# Mihaela Mihai
Mihaela Mihai (nume adevărat Mihaela-Maria Neagu, n. 27 octombrie 1946, Giurgiu) este o cântăreață și actriță română.

## Biografie
A urmat școala și liceul de muzică, a luat lecții de pian și vioară.
Absolventă a Conservatorului Național de Muzică - București.
Premiul 1 la Festivalul Internațional „Coupe d'Europe du Tour de Chant” - Belgia 1971.
A jucat în trei filme românești de lung metraj: Cartierul veseliei (1964), Asediul (1970), Bariera (1972).
A fost căsătorită cu Mihai Stihi, nepotul lui Mihail Sadoveanu.
În urma semnării unui contract cu casa de discuri Phonogram din Franța, se stabilește în 1975 la Paris.
Se căsătorește cu francezul Maxime Dufour, patronul a două societăți de publicitate și comunicare, cu care are o fiică, Isabelle-Marie.
A revenit în România în 1990. Primită cu ostilitate de compatrioți, se întoarce la Paris.
Se căsătorește cu Dumitru Ciaușu (1937 - 2011), ambasadorul României la Paris.
După divorțul de al treilea soț revine în România în 2000.
Este inițiatoarea și președinta Uniunii Artiștilor Liber Profesioniști din România (U.A.L.P.R.- Artis).
Este autoarea Legii 109/2005 privind indemnizația pentru activitatea de liber profesionist a artiștilor interpreți sau executanți din România (Legea „Mihaela Mihai”).
Este membră a S.A.C.D. - Paris (Societe des Compositeurs et Auteurs Dramatiques).
Membra a UCMR-ADA, Asociatia Drepturilor de Autor pentru Compozitori.
A avut tentative pentru depunerea candidaturii ca independent la primele alegeri pentru Parlamentul European din noiembrie 2007, precum și în 2009, fără a reuși însă strângerea celor 100.000 de semnături necesare.
Este sora lui Doru Stănculescu.

## Discografie

### Albume
- Tandră – Best Of 1 (2008), CD, Electrecord, ISBN: EDC 451[10]
- Je t’aime – Best Of 2 (2008), CD, Electrecord, ISBN: EDC 901[11]

### Compilații
- În lumea șlagărului, CD, Electrecord, ISBN: EDC 225[12]
- Melodii de George Grigoriu, CD, Electrecord, ISBN: EDC 768[13]
- Parada șlagărelor 2, CD, Electrecord, ISBN: EDC 678[14]
- Te așteaptă un om - Șlagăre semnate Ion Cristinoiu, CD, Electrecord, ISBN: EDC 385[15]

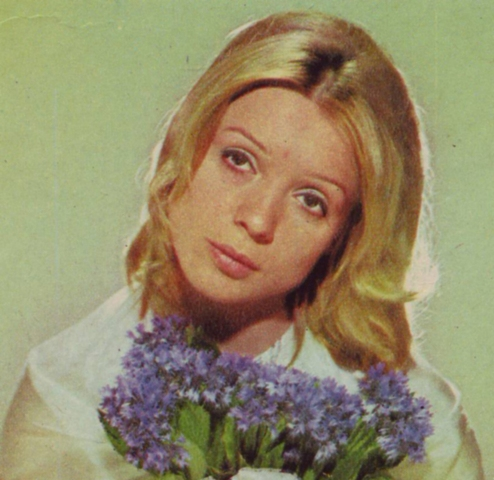
Mihaela Mihai

### Melodii
- Același tango
- Acum
- Adio triste poezii!
- Albastrul unei mări imaginare
- Am construit o păpușă (melodia de debut)
- Anotimp necunoscut
- Astă seară
- Aș vrea să fim prieteni!
- Aștept duminica!
- Atât de aproape, atât de departe
- Azi îmi zâmbești
- Balada
- Carnaval
- Casa dintre greieri
- Când plouă cu fluturi
- Când voi fi mireasă
- Când vom iubi mai mult
- Cântec de septembrie
- Cântec pentru bradul meu
- Cântece
- Ce vrei să faci din mine!
- Cer senin
- Cine a găsit tinerețea mea?
- Cine-aș fi?
- Cumpăna
- Dacă iubești fără să speri
- Dacă-mi scrii!
- De-ai fi tu salcie la mal
- De-aș putea întrupa iubirea
- Demult, într-o carte
- Dintr-o poveste
- Dor și gând
- Dragoste fără cuvinte
- Dragostea și visele de ieri
- Drumul meu
- Dulce, dulce Românie!
- E vârsta întrebărilor
- Ecou de romanță
- Fabula veche
- Faptul divers
- Floare din soare
- Floarea de foc
- Florile din fereastră
- Frumuseții tale
- Glasul muzicii
- Glasul serii
- Glasul tău
- Golfuri albastre
- Greu se mai fac oamenii, oameni!
- Habar n-ai tu!
- Hei, mare!
- Imn pentru soare
- Inimă de artist
- Inimă nu fii de piatră!
- Iubire sfântă, România mea!
- Iubirea cea mare
- Iubirea mea, pământul românesc
- I've got you
- În depărtări
- În fiecare port
- În numele tău
- Întoarce-te la familia ta
- Într-o bună zi!
- Învață de la toate
- Îți mulțumesc
- Je t'aime
- Jocul țambalelor
- Jucăriile
- La anii mei
- L'amour dans ses bagages
- Le temps d'une cigarette
- Luciana
- Mare aurie!
- Mare, ești minunată marea mea!
- Maria și marea
- Mă vei iubi
- Mi-ai spus că mă iubești!
- N-ai vrut să crezi
- Noi suntem altceva!
- Nu stingeți stelele!
- Nu te mai ascunde!
- Nu uita această melodie!
- Nu va muri iubirea noastră
- O ramură spre cer
- Oh, Isabelle
- Ora cântecului
- Parfumul străzilor
- Partita no.2 de J.S Bach
- Pământul
- Pe cuvântul meu
- Pe peronul gării
- Poate știu și eu?
- Poștașul
- Primăvară, primăvară
- Revederea
- Rugă
- S-a dus vremea trubadurilor!
- Să nu poți spune c-ai uitat!
- Să nu uităm trandafirii
- Secretul mării
- Singurătatea mea
- Soarele
- Soarele ne zâmbește
- Sorcova
- Sub un petec de cer
- Și mă întreb
- Știu un nume minunat!
- Toamna
- Toate viorile lumii
- Totul depinde de tine
- Trurli, trurli, dragă
- Tu ești primăvara mea!
- Tudore
- Uitarea
- Un acoperiș
- Un sărut
- Un țărm de liniște
- Va fi soare mereu
- Valsul rozelor
- Vânt de mai
- Vânt și zbor
- Vechiul port
- Vivo per lei (duet cu Mihai Băjinaru)
- Vreau să salvez o pasăre!
- Vrem pace pe pământ
- Tangoul dragostei

Ierusalim
Decalogul

## Filmografie
- Asediul (1971)
- Bariera (1972)
- Supraviețuitorul (2008)